# Michail Saltykov-Sjtjedrin
Michail Jevgrafovitj Saltykov-Sjtjedrin (ryska: Михаил Евграфович Салтыков-Щедрин), född 27 januari 1826 (15 januari enligt gamla stilen), död 10 maj 1889 (28 april g.s.), var en rysk författare. Det egentliga efternamnet är Saltykov, Sjtjedrin är en pseudonym.
Saltykov var av adlig familj och började 1844 tjänstgöra som ämbetsman på krigsministeriets kansli. På grund av sitt frimodiga författande förvisades han 1848 till Vjatka, där han anställdes vid guvernementskansliet. Han blev 1850 vice guvernör i Rjazan, därefter i Tver, och blev 1868 president i Penzas kameralrätt. År 1856 fick han återkomma till Petersburg.

## Författande
Saltykov-Sjtjedrins verk består av satir och parodi av burlesk karaktär. För att undgå censuren tillgrep han ett svårfattligt bildspråk som å ena sidan kan vara svårt att dechiffrera för en modern läsare, men å andra sidan skänker de absurt tecknade maktfullkomliga härskartyperna en tidlöshet. Bakom det ofta grovkorniga skämtet gömmer sig ett djupt vemod i förening med upprördhet och en varm 
fosterlandskärlek. "Historien om en stad" (История одного города) är en allegori över den ryska historien.
Efter misslyckade ungdomsförsök som poet debuterade han som prosaist med berättelsen Protivorjetjija (Motsägelser, 1847) under pseudonymen M.Nepanov och Zaputannoje djelo (En intrasslad affär, 1848), som visar på inflytelser av Nikolaj Gogol och Fjodor Dostojevskij. Under pseudonymen Stjedrin väckte han stort uppseende med de satiriska skisserna Gubernskija otjerki (1856, ett urval utgavs i svensk översättning av A. Jensen som "Småstadslif", 1890), därhan med drastisk humor och bitande sarkasm skildrar livet i "Krutogorsk" (ett täcknamn för Vjatka). Dessa skisser är utgångspunkten för den så kallade anklagande litteraturen i Ryssland före bondeemancipationen. Som medarbetare i tidskriften "Sovremennik" fortsatte han sitt socialsatiriska författarskap i längre och kortare serier: Pompadury i Pompadursji (1863-1873) häcklade byråkratin, medan Gospoda Tasjkentsy (1869-1872) tog upp det samvetslösa lycksökeriet och exploateringslusten i Tasjkent. Den tidigare nämnda Istorija odnago goroda (Historien om en stad, 1870), är en burlesk parodi på Rysslands historia efter Petersburgs grundande. Familjekrönikan 
Gospoda Golovlevy (1880) är en gripande samhällsskildring av livegenskapens demoraliserande verkan på husbönderna själva. Hans utländska resebrev Za rubezjem (På andra sidan gränsen, 1881) innehåller iakttagelser och jämförelser mellan Ryssland och västerlandet.

## Verk översatta till svenska
- Familjen Golovljov 1933 (Gospoda Golovlevy 1880)
- Historien om en stad 2005 (Istorija odnogo goroda 1869-1870)
- Oskyldiga berättelser 1949
- Sagor /  i översättning och med efterord av Stefan Lindgren. [Skarpnäck]: Gerundium. 2020. Libris t589fxnrrlvqpnbt. ISBN 9789198596700
- Småstadslif: berättelser och skizzer, 1890 (utkom 1856 i original)